# ماریا آردینلی
 ماریا آردینلی (انگلیسی: Maria Ardinghelli؛ زاده ۱۷۳۰ درگذشته ۱۸۲۵) یک فیزیک‌دان اهل ایتالیا بود.